# Bonney Bowl
Die Bonney Bowl ist ein Bergkessel südöstlich des Sumgin Buttress im westlichen Zentrum der Herbert Mountains der Shackleton Range im ostantarktischen Coatsland.
Aus der Luft fotografiert wurde die Bowl 1967 durch die United States Navy. Der British Antarctic Survey unternahm zwischen 1968 und 1971 die geodätische Vermessung. Das UK Antarctic Place-Names Committee benannte sie 1971 nach dem britischen Geologen Thomas George Bonney (1833–1923), zu dessen Arbeitsgebiet die Entstehung von Bergkesseln gehört hatte.